# Kartograf

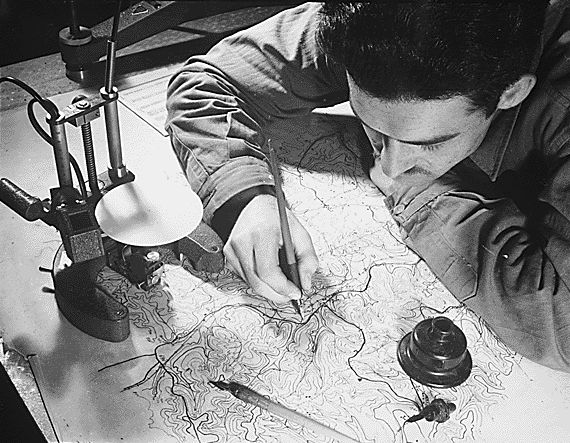
Kartograph bei der Arbeit (1943)

Kartograf oder Kartograph ist die allgemeine Berufsbezeichnung für Fachleute, die sich mit der Kartenherstellung und anderen Aufgaben der Kartographie befassen. Dabei erfassen und interpretieren sie insbesondere raumbezogene Daten und Informationen: das Gelände (Topographie), digitale Geodaten und sonstige Geoinformationen. Diese Daten werden mit dem Ziel bearbeitet, Karten oder kartenverwandte Produkte herzustellen. In diesem allgemeinen, auch historisch gewachsenen Sinne werden in der Kartographie tätige Ingenieure, Wissenschaftler und Techniker gleichermaßen als Kartographen bezeichnet.
Der Beruf des Kartographen ist thematisch verwandt mit den Fachgebieten Geodäsie (insbesondere der Landesaufnahme, der Geografie, der Photogrammetrie und Fernerkundung) sowie der Geoinformatik, Geomatik, Informatik, Grafik und dem Design.

## Schreibweise
Die Schreibweise der allgemeinen Berufsbezeichnung ist zurzeit unterschiedlich (Kartograf bzw. Kartograph). Mit dem Hinweis auf die technischen, vor allem datenverarbeitungstechnischen Veränderungen des Berufsbildes wird vielfach die Schreibweise Kartograf bevorzugt. Der Duden in seiner 25. Auflage empfiehlt die Schreibung mit F. In der Schweiz sind die Schreibweise Kartografie und Kartograf behördlich festgelegt. Die Schreibweise Kartograph ist vor allem in Deutschland immer noch gebräuchlich.

## Ausbildung

### Deutschland
In Deutschland gibt es folgende berufliche Ausbildungswege:
- Praktische Kartographieausbildung 
  - Kartographen und Kartographinnen werden in dem staatlich anerkannten Ausbildungsberuf in der gewerblichen oder behördlichen Kartographie drei Jahre ausgebildet. Sie bearbeiten im Wesentlichen kartographische Originale mit Hilfe computergestützter Kartenkonstruktionsprogramme nach Entwürfen und Vorgaben. Nach dem Berufsbildungsgesetz (BBiG) lautet die Berufsbezeichnung Kartograph bzw. Kartographin.
  - Die Arbeitgeberverbände (AdV, BDVI), Arbeitnehmerverbande (ver.di) und Berufsverbänden (DGfK, DVW, DGPF, DMV) haben im Jahr 2009 und 2010 die beiden Berufe Kartograph und Vermessungstechniker in dem neuen Berufsfeld der Berufe in der Geoinformationstechnologie zusammengeführt. Der Beruf des Kartographen wird durch den Beruf des Geomatikers ersetzt.[1]

- Akademische Kartographieausbildung
  - Diplom-Ingenieure (FH) der Fachrichtung Kartographie absolvieren ein Studium an einer der Fachhochschulen in Berlin, Dresden, Karlsruhe oder München. Sie sind hauptsächlich für die Entwicklung, den Entwurf und die Redaktion von kartographischen Erzeugnissen zuständig und nehmen auch Führungs- und Leitungsfunktionen wahr.
  - Diplom-Ingenieure der Fachrichtung Kartographie absolvieren ein Studium im Hauptfach an der Technischen Universität Dresden (Institut für Kartographie). Diplom-Ingenieure sind in der Forschung und Lehre an Hochschulen oder als Leiter von Behörden und Unternehmen tätig oder nehmen dort Führungs- und Leitungsfunktionen wahr.
  - Die bisherigen Diplom-Studiengänge wurden entsprechend dem Bologna-Prozess auf die neuen europaweit vergleichbaren Abschlüsse Bachelor und Master umgestellt, die zusammen eine Studiendauer von 10 Semestern umfassen müssen.[2] Damit entfällt die Unterscheidung zwischen FH- und Universitätsdiplom. An der TU Dresden mit dem Studiengang Kartographie und Geomedientechnik erfolgte diese Umstellung mit dem Wintersemester 2008/09.
  - An anderen Hochschulen ist das Studium der Geodäsie oder Geographie mit dem Nebenfach Kartographie möglich.

### Österreich
Zum einen existiert in Österreich der Lehrberuf Kartograph, v. a. in Kartenverlagen. Zum anderen kann an der Universität Wien, Fakultät für Geowissenschaften, Geographie und Astronomie, ein Masterstudium Kartographie und Geoinformation studiert werden.
An der TU Wien kann Kartographie als Vertiefungsrichtung im Studium Vermessungswesen und Geoinformation gewählt werden.

### Schweiz
Die Ausbildung in der Schweiz ist nur als vierjährige Berufslehre im Bundesamt für Landestopografie in Wabern möglich. Bis ca. 1992 bildeten auch die Privatfirmen Kümmerly & Frey (Bern), Orell Füssli (Zürich) und Swissair Photo und Vermessungen (Regensdorf) Kartographen aus. Die Berufsbezeichnung lautet gelernter Kartograf bzw. gelernte Kartografin. Seit 2008 wird das Ausbildungsreglement durch den Trägerverein Geomatiker/in Schweiz überarbeitet; vorbehältlich der Zustimmung durch das Bundesamt für Berufsbildung und Technologie und den Bundesrat wird in der Schweiz ab 2010 die Berufsbezeichnung Geomatiker/in (mit Schwerpunkt Kartographie) lauten. 
An der Eidgenössischen Technischen Hochschule Zürich, Institut für Kartografie, kann jedoch nicht Kartografie im Hauptfach studiert werden. Stattdessen können Geomatikingenieure, Geographen usw. Kartografie im Nebenfach belegen.

## Historische Bezeichnungen
Der Begriff „Kartograph“ (damals mit ph-Schreibung) entstand erst kurz vor 1830. Heute werden die Kartenzeichner des Altertums, des Mittelalters und der Frühen Neuzeit ebenfalls oft als Kartographen bezeichnet. Die damals verwendete Eigenbezeichnung war entweder auf die verwendete Technik bezogen („chalcographus“, „sculptor“, „Kartolithograph“) oder verwies explizit auf den Anteil am Werk („auctor“, „delineator“).
Nur wenige Spezialisten wie Gerhard Mercator widmeten als „cosmographus“ oder „geographus“ ihr Leben vollumfänglich der Kartographie. In einigen Staaten kam es vor, dass erfolgreiche „Kartographen“ mit dem Titel eines kaiserlichen Geographen (Johann Baptist Homann im Heiligen Römischen Reich Deutscher Nation) bzw. eines «géographe du roi» (Guillaume Delisle in Frankreich) ausgezeichnet wurden. Auf Deutsch war auch die Bezeichnung „Kartenmacher“ oder „Kartenmaler“ in Gebrauch.
Die meisten „Kartographen“ vor der Einführung des Ausbildungsberufs in der Mitte des 20. Jahrhunderts waren jedoch nur nebenbei oder fallweise in der Kartographie tätig. Viele „Kartographen“ der Frühen Neuzeit waren Wissenschaftler verschiedenster Art wie Hebraist (Sebastian Münster), Arzt (Konrad Türst), Mathematiker und Theologe (Johannes Schöner) oder Astronom (Edmond Halley). Andere übten Tätigkeiten des Verlagswesens aus wie Buchhändler und Verleger (Matthäus Merian) oder Kupferstecher (Matthäus Seutter). Ab dem 17. Jahrhundert waren Militäringenieure (Daniel Specklin), ab dem 19. Jahrhundert eigentliche Vermessungsingenieure und Geodäten (Karl von Müffling) in der Kartographie tätig. Auch Künstler und Berufsleute wie Glasmaler (Hans Conrad Gyger), Baumeister (Erich Philipp Ploennies) und Landwirt (Peter Anich) sind heute als „Kartographen“ noch bekannt, während die Leistungen in ihrem angestammten Beruf manchmal in den Hintergrund treten oder fast vergessen sind.
Diverse als „Kartographen“ genannte Entdecker (Thomas Mackenzie) und Naturforscher (Eduard Wassiljewitsch Toll) sind vielfach eher Kartenautoren und nicht Kartographen im Sinne der drucktechnischen Vervielfältigung der betreffenden Expeditionsergebnisse. Das häufig verwendete Verb „kartographieren“ bezeichnet in der Alltagssprache meist die Aufnahme – mit oder ohne Vermessung – von bisher unbekannten Küsten oder Landstrichen. Schiffskapitäne oder Expeditionsleiter werden in Biografien daher vielfach irrtümlich als „Kartographen“ bezeichnet, obwohl diese nur vereinzelt tatsächlich Karten selbst gezeichnet haben.
Im militärischen Bereich wurden „Kartographen“ (häufig auch nur zeichnerisch begabte Soldaten) noch bis zum Zweiten Weltkrieg als Regimentszeichner eingesetzt, um die Topographie der wechselnden Frontverläufe exakt abzubilden und dadurch den Generalstäben entsprechende Besprechungsvorlagen liefern zu können.

## Kartographen-Verzeichnisse
Das erste Kartographen-Verzeichnis mit 170 Namen war der Catalogus auctorum des Abraham Ortelius, das in seinem Atlas Theatrum Orbis Terrarum 1570 erschien. Ein weiteres bekanntes Verzeichnis wurde von Vincenzo Maria Coronelli in seiner Cronologia Universale (1707) herausgegeben. Ein umfangreiches deutschsprachiges Verzeichnis mit Biogrammen internationaler und deutscher Kartographen veröffentlichte der freischaffende Geograph und wichtige Kartographietheoretiker Johann Gottfried Gregorii alias Melissantes aufbauend auf seine früheren geographischen Schriften 1713 in seinen Curieusen Gedancken von den vornehmsten und accuratesten alt- und neuen Land-Charten.
Im deutschen Sprachraum erschienen moderne Verzeichnisse namentlich von Leo Bagrow (1951) und Wilhelm Bonacker (1966). Das neuste internationale Verzeichnis, Tooley’s dictionary of mapmakers, listet rund 27.000 Personen in vier Bänden auf. Für diverse Länder und Region existieren eigene Verzeichnisse, so für Großbritannien, Polen, Spanien und die Schweiz.

## Berühmte Kartographen
sortiert nach Geburtsjahr, siehe auch Kategorie:Kartograf

### 15. Jahrhundert
- Zuane Pizzigano (zu Beginn des 15. Jahrhunderts)
- Hartmann Schedel (1440–1514)
- Konrad Türst (1450–1503)
- Amerigo Vespucci (1451/1454–1512)
- Martin Behaim (1459–1507)
- Erhard Etzlaub (1460–1532)
- Piri Reis (um 1470–1554)
- Martin Waldseemüller (um 1472/1475–1520)
- Johannes Schöner (1477–1547)
- Sebastian Münster (1488–1552)
- Peter Apian (1495–1552)

### 16. Jahrhundert
- Diego Ribero († 1533)
- Gottfried Mascop († nach 1577)
- Gerhard Mercator (1512–1594)
- Thomas Schöpf (1520–1577)
- Georg Gadner (1522–1605)
- Tilemann Stella (1525–1589)
- Abraham Ortelius (1527–1598)
- Caspar Henneberg (1529–1600)
- Valentin Thau (1531–1575)
- Philipp Apian (1531–1589)
- Jacob Ramminger (1535–1606)
- Daniel Specklin (1536–1589)
- Jodocus Hondius (1563–1612)
- Bernhard Cantzler (1566)
- Willem Blaeu (1571–1638)
- Johannes Janssonius (1588–1664)
- Matthäus Merian (1593–1650)
- Joseph Plepp (1595–1642)
- Joan Blaeu (1596–1673)
- Hans Conrad Gyger (1599–1674)
- Christian Sgrothen (um 1525–1603)
- Bartholomäus Scultetus (um 1540–1614)
- Matthias Oeder († 1614)

### 17. Jahrhundert
- Nicolas Sanson, der Ältere (1600–1667)
- Johannes Mejer (1606–1674)
- Georg Matthäus Vischer (1628–1696)
- Alain Manesson Mallet (1630–1706)
- Georg Ludwig Stäbenhaber (1640–1708)
- Louis Joliet (1645–1700)
- Vincenzo Coronelli (1650–1718)
- Herman Moll (1654–1732)
- Christoph Weigel der Ältere (1654–1725)
- Petrus Schenk (1660–1711)
- Johann Christoph Weigel (1661–1726)
- Johann Baptist Homann (1664–1724)
- Johann Christoph Müller (1673–1721)
- Guillaume Delisle (1675–1726)
- Paul Trenckmann (1676–1747)
- Matthäus Seutter (1678–1757)
- Adam Friedrich Zürner (1679–1742)
- Peter Schenk der Jüngere (1693–1775)

### 18. Jahrhundert
- Peter Anich (1723–1766) und
- Blasius Hueber (1735–1814), die ersten zwei Bauernkartografen
- Jeremiah Dixon (1733–1779)
- Charles Mason (1728–1786)
- Inō Tadataka (1745–1818)
- Franz Johann Joseph von Reilly (1766–1820)
- Friedrich Wilhelm Carl Graf von Schmettau (1743–1806)
- Daniel Friedrich Sotzmann (1754–1840)
- Daniel Gottlob Reymann (1759–1837)
- Adolf Stieler (1775–1836)
- Guillaume-Henri Dufour (1787–1875)

### 19. Jahrhundert
- Blasius Kozenn (1821–1871)
- August Petermann (1822–1878)
- Eduard Gaebler (1842–1911)
- Carl Diercke (1842–1913)
- Xaver Imfeld (1853–1909)
- Karl Peucker (1859–1940)
- Max Eckert-Greifendorff (1868–1938)
- Hermann Haack (1872–1966)
- Curt Treitschke (1872–1946)
- Paul Diercke (1874–1937)
- Karl Wenschow (1884–1947)
- Eduard Imhof (1895–1986)
- Richard Finsterwalder (1899–1963)

### 20. Jahrhundert
- Edgar Lehmann (1905–1990)
- Wolfgang Pillewizer (1911–1999)
- Arno Peters (1916–2002)
- Erik Arnberger (1917–1987)
- Jacques Bertin (1918–2010)
- Günter Hake (1922–2000)
- Rudi Ogrissek (1926–1999)